# Nestegis
Nestegis is een geslacht uit de olijffamilie (Oleaceae). De soorten komen voor op het eiland Norfolk, in Nieuw-Zeeland en op Hawaï.

## Soorten
- Nestegis apetala (Vahl) L.A.S.Johnson
- Nestegis cunninghamii (Hook.f.) L.A.S.Johnson
- Nestegis lanceolata (Hook.f.) L.A.S.Johnson
- Nestegis montana (Hook.f.) L.A.S.Johnson
- Nestegis sandwicensis (A.Gray) O.Deg., I.Deg. & L.A.S.Johnson

... · 
Forsythia · 
Fraxinus (Es) · 
Jasminum (Jasmijn) · 
Ligustrum (Liguster) · 
Nyctanthes · 
Olea · 
Osmanthus · 
Picconia · 
Syringa · 
...